# Canicattì
Canicattì [kanikatˈti] – miasto i gmina we Włoszech, w regionie Sycylia, w prowincji Agrigento.
Według danych na styczeń 2010 gminę zamieszkiwało 34 945 osób przy gęstości zaludnienia 382,3 os./1 km².